# VdB 12
vdB 12 est une petite nébuleuse diffuse, visible dans la constellation de Persée.
Elle est située sur le bord sud de la constellation, à la frontière avec le Bélier. À partir de cette constellation, on peut l'identifier plus facilement, en partant de l'étoile 41 Arietis, une étoile bleu-blanc de la séquence principale  de magnitude 3,6, et en se déplaçant d'environ 3,5° dans une direction ENE jusqu'à atteindre une géante rouge de magnitude 4,5 connue sous l'acronyme HD 20644. En continuant vers le nord-est pendant un peu plus de deux degrés, on trouve la nébuleuse vdB 13. À un peu moins d'un degré vers le nord, on eut trouver une géante rouge de magnitude 7,3, connue sous le nom de HD 21110. C'est l'étoile qui illumine le nuage, qui apparaît donc d'une couleur nettement rouge, bien qu'elle soit très faible.
Le nuage illuminé par l'étoile est un fragment du grand nuage de Persée, un complexe de nébuleuses obscures qui s'étend sur les hautes latitudes galactiques. vdB 12 est située dans une position périphérique et plutôt isolée du reste du complexe, qui s'étend vers le sud-est en direction de la brillante nébuleuse NGC 1333. Les phénomènes de formation d'étoiles sont actifs dans toute la région, comme le démontre la présence de jeunes objets stellaires. La distance du système est estimée à 980 années-lumière du système solaire.